# ザ・ユーズド (バンド)
ザ・ユーズド(The Used)とは、アメリカ合衆国ユタ州オレムにて結成されたポスト・ハードコアバンドである。

## 現在のメンバー

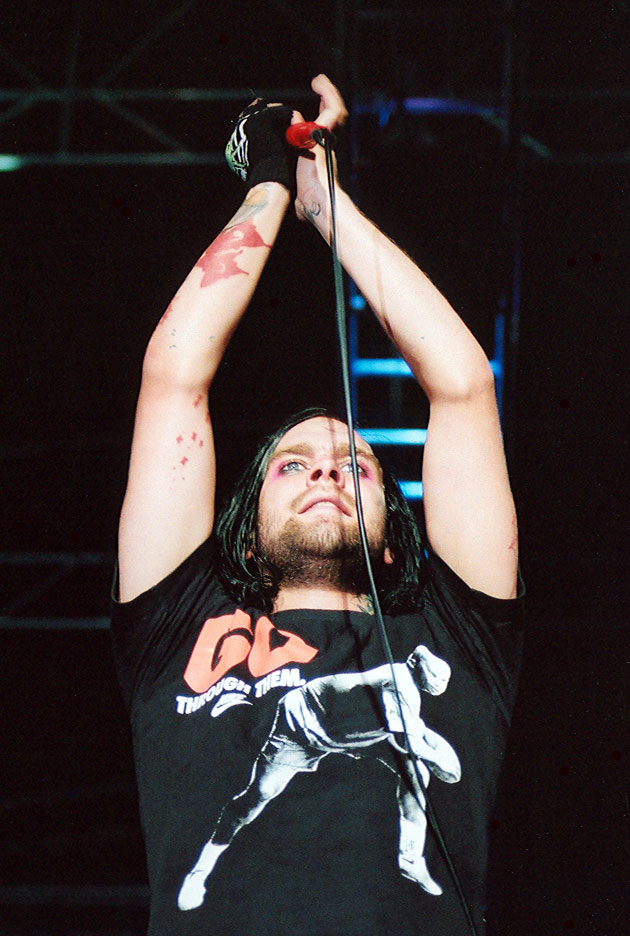
バート・マクラッケン

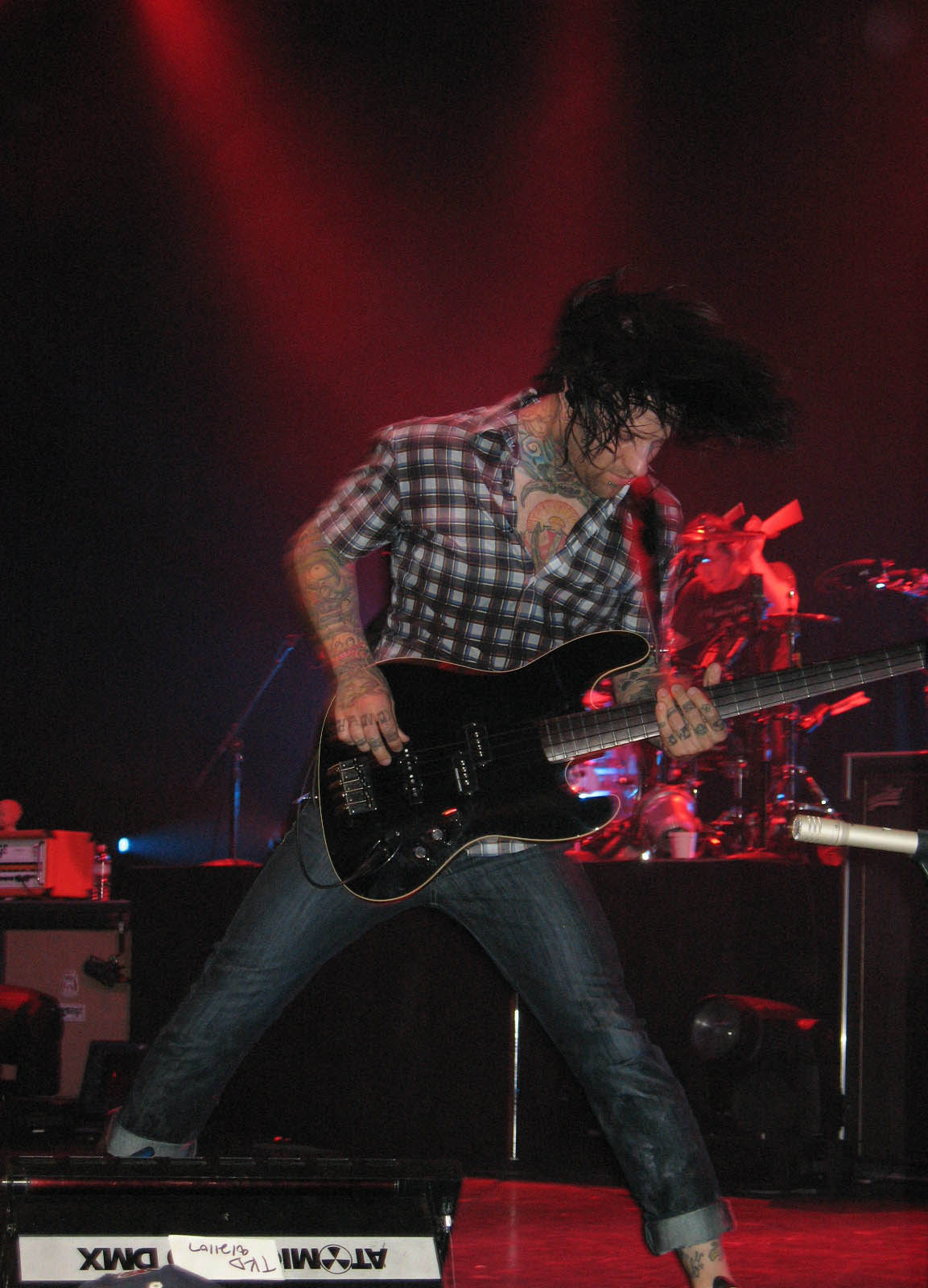
ジェフ・ハワード

- バート・マクラッケン/Bert McCracken (ヴォーカル)
- ジョーイ・ブラッドフォード/Joey Bradford (ギター)
- ジェフ・ハワード/Jeph Howard (ベース)
- ダン・ホワイトサイド/Dan Whitesides (ドラム)

### 旧メンバー
- ジャスティン・シェコウスキー/Justin Shekoski(ギター)
- ブランデン・ステイネッカート/Branden Steineckert (元ドラマー 2001-2006)
- クイン・オールマン/Quinn Allman (ギター)

## 略歴

### 1994-2001: 初期
バンドの公式な結成は2001年だが、メンバーは1990年代初期から前身となるバンドで活動していた。バンドは1994年にストレンジ・イッチという名前で結成され、メンバーはブランデン・スタインエッカート（ドラム），ジェフ・ハワード（ヴォーカル），ジョエル・パック（ベース），マット・ブラウン（ギター）というものだった。
彼らは1998年にセルフタイトルのアルバムをリリースし、1999年にはクイン・オールマン（ギター），アシュトン・ジョンソン（ベース）のメンバー交代に伴い、バンド名をDumb Luckに変更した。
彼らは2000年にEP『ネイキッド・トゥルース』をリリースするも、直後にジェフ・ハワードがベースへ転向せざるを得なくなり、バンドはシンガー不在という状況に追い込まれる。シンガーの適性を見るテストはブランデンのベッドルームにて行われたが、クインが学生時代の知り合いであったバート・マクラッケンに声をかけるまでは、誰一人として彼らが納得できる歌声を聞かせてくれる者はいなかった。バートはバンドのメンバーに出会うと、すぐに彼らの作り出した音楽を気に入り、いくつかの曲に歌詞をつけた。それらは完璧と言える程にマッチしており、バートはすぐにシンガーとしてバンドに迎え入れられた。そしてこれを機に、彼らはバンド名をユーズドに変更した。
一見すると最初からバンドの根幹はいずれの名前を冠していた時も変わっていないように思えるが、ジェフはインタビューにおいて「それまでのバンドは何も成し遂げることのできなかった、ユーズドとは関係のないものだよ。唯一良かったと思えるのは音楽とメンバー同士についての多くを学べたことかな。」と述べている。
バンドはバート加入後に、Demos from the Basementとして知られるデモＣＤを作成する。ブランデンがゴールドフィンガーというポップ・パンクバンドに所属するジョン・フェルドマンに数曲のデモを送ると、その中の"A Box Full of Sharp Objects"を聴いた彼はもっと多くの曲を送るように頼み、段々と彼らの音楽に対する愛情と他のバンドが持っていない一線を画す何かに気付き、虜になっていった。彼はバンドに会うと、彼らが契約をとることを助けるために、レコード会社の人間の前での演奏の機会を設けた。しかし最初は根にも葉にもかからず、彼らが他のどのバンドとも違い、シーンを変え得る力を持つことを確信していたジョンは苛立ちを募らせた。結局、バンドはより多くの人間にデモを渡すなどして2、3のレコード会社からのオファーを受けると、2001年にリプリーズ・レコードとの契約を決めた。

### 2002-2003: デビュー
2002年、ボストンのバンドが既に"Used"を名乗っていたことから、彼らはバンド名に"The"を加え、"The Used"とした。
2002年6月25日、デビュー作となるセルフタイトルの1stアルバム『The Used』をリリースする。このアルバムからは"A Box Full of Sharp Objects", "The Taste of Ink", "Buried Myself Alive", そして"Blue and Yellow"の、4枚のシングルがリリースされた。結果としてこの作品は100万枚を売り上げてプラチナディスクを獲得した。
この年、バンドはワープドツアー，オズフェスト，プロジェクトレヴォリューション，ボックスカーレーサーの最初で最後のツアーに参加する。これらの効果によってバンドは更なる人気を得ていった。
2003年7月に、ザ・ユーズドは"Maybe Memories"というCDとDVDをセットにした作品をリリースする。CDにはライヴトラック，レアトラック，未発表曲，デモ音源などが収録され、DVDにはバンドの歴史，メンバーの生い立ち，ライヴ映像の一部が収録された。この作品はプラチナディスクを達成した。

### 2004-2006: 『In Love and Death』、ドラマーの交代
2004年、ザ・ユーズドを、バートの恋人が薬物の過剰摂取によって亡くなってしまうという悲劇が襲った。同時期には彼の飼っていた犬も事故でトラックにはねられて亡くなった。このことから、彼らの2枚目のスタジオ・アルバムはバートが直面していた悲劇を反映して『In Love and Death』と名付けられた。収録曲の1つである"Hard to Say"はバートが以前に書いていた曲で、亡くなった恋人に対する自分の気持ちが完璧に重なっていることから、彼は彼女の為の曲としてアルバムに収録することを決意した。この作品からは2005年の再リリースまでに"Take It Away", "All That I've Got", "I Caught Fire"の3枚のシングルがリリースされた。再リリース盤には4枚目のシングルとなる「アンダー・プレッシャー」（デヴィッド・ボウイとクイーンによるコラボ作品をマイ・ケミカル・ロマンスと共にカヴァーした作品）が収録されている。アルバムは50万枚以上を売り上げてゴールドディスクを達成した。そして、作品リリースに伴うツアーを終えた後、バンドは次の作品に取り掛かるまでに7ヶ月の休養をとった。
2006年の夏、掲示板でブランデン脱退の噂が囁かれ始めた。不確かな情報が飛び交う中、2006年9月12日、バンドはブランデンが脱退したことを正式に発表した。バンドは長年共に活動してきた彼に多大な感謝を告げ、また、彼の目指すものを尊重するという発表を出すことで脱退は友好的なものであると強調したが、ブランデンはMyspace上のブログで「バンドから追い出された」とコメントしている。
2006年後半、バンドはニュー・トランジット・ディレクションというバンドに所属していたダン・ホワイトサイズを新たなドラマーとして迎えることを発表した。ブランデンは前任ドラマーであったブレット・リードに変わるドラマーとしてランシドに加入した。

### 2007-2008: 3rdアルバム

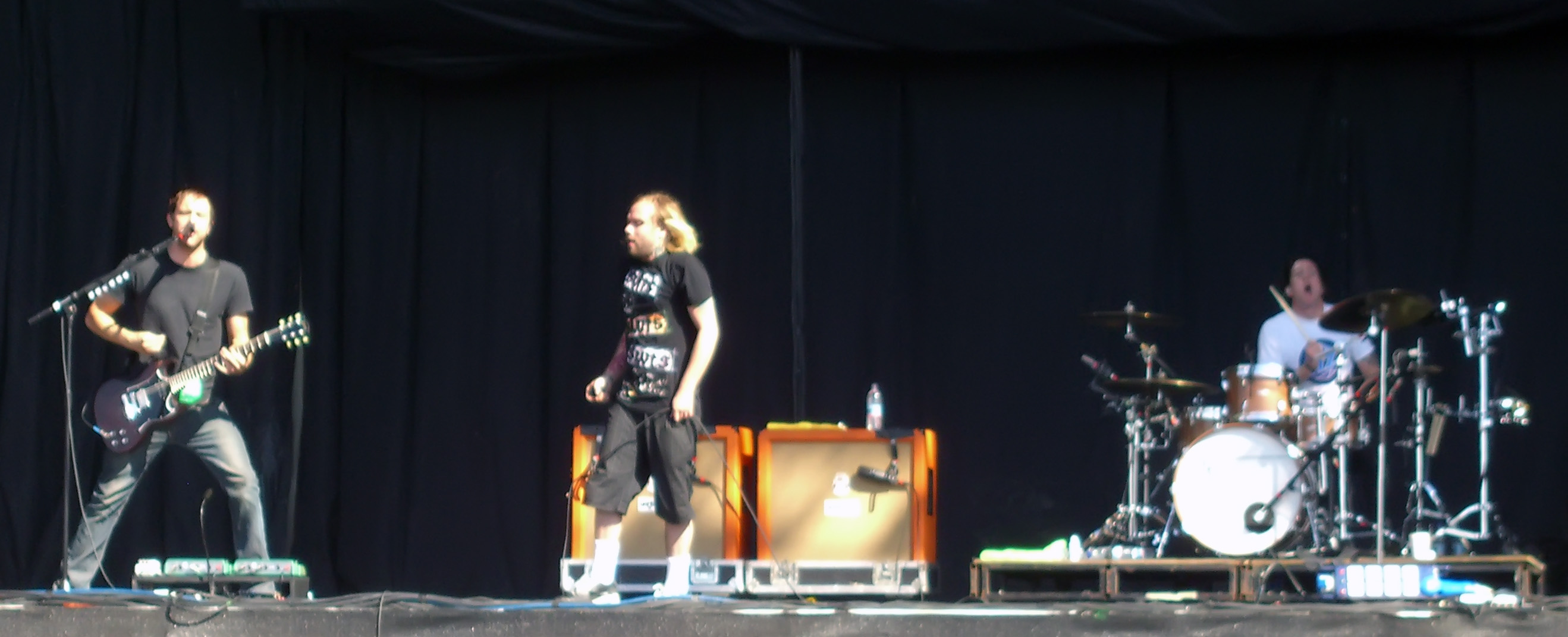
2007年のライヴ。

2007年2月6日、バンドはライヴの模様を収録したCD／DVDセット作品の"Berth"をリリースした。これは当初2006年にリリースされる予定であったが、何者かがマスターテープを持ち去ってしまったことで、約1年の遅れが生じた。収録内容はカナダにおける2005年のテイスト・オブ・ケイオスツアーの公演を収録したもので、DVDには『In Love and Death』リリース後からのバンドの様子も収められた。この作品は50万枚を売り上げてゴールドディスクを達成した。
2007年5月22日、バンドの3枚目となるアルバムの『Lies For The Liarsがリリースされた。この作品は2007年9月の時点で24万枚を売り上げ、既に"The Bird and the Worm", "Liar Liar (Burn in Hell)", "Pretty Handsome Awkward"の3枚のシングルがリリースされている。名義上の新メンバーはダン・ホワイトサイズであるが、この作品ではグッド・シャーロットのドラマーであるディーン・バターワースがドラムを演奏している。この作品はバンドの他のどの作品よりも長い、6か月という時間をかけて製作された。さらに、バンドはアルバムには収録されなかった9つの曲をストックしている。これらの曲は、後の2008年2月19日にEP『Shallow Believer』としてリリースされた。

### 2009-2011: 4thアルバム
プロデューサーにパニック!アット・ザ・ディスコ等を手掛けてきたマット・スクワイア(Matt Squire)を迎えて作られた4thアルバム『Artwork』を、2009年8月31日にリリースした。同アルバムは、全米アルバムチャートにて初登場10位をマークした。1st～3rdアルバムまで一貫してジョン・フェルドマンを起用してきた彼らだが、初めてそれまでと異なるプロデューサーを起用した。作風としては、前作よりも更にダークでカオティックな物となっており、全体的には、エモ色が強いデビューアルバム当時の雰囲気へと戻っている。
2010年3月2日、『The Bird and the Worm』と『Untlited EP』の2枚のEPを、iTunesにてリリース。
2011年12月、ホープレス・レコードと契約。

### 2012-2013: 5thアルバム
2012年3月27日、5枚目となるアルバム『Vulnerable』がホープレス・レコードよりリリースされ、Billboard 200で初登場8位とするヒットを記録。今作では、前作を除く初期3作品で手を組んだジョン・フェルドマンと再びタッグを組んでいる。
2013年7月9日には、4枚目のEP『The Ocean of the Sky』をリリース。

## トリビア
- ヴォーカルのバート・マクラッケンは、ロックシンガー"オジー・オズボーン"の娘のケリー・オズボーンと付き合っていたことがある[6]。

## ディスコグラフィー

### アルバム
| 2002                                      | The Used           | - 発売日: 2002年6月25日 - レーベル: Reprise - フォーマット: CD, LP, digital download - 全米売上: 50万枚          | 63 | 34 | —  | —  | 87 | —   | —  | —   | - US: ゴールド - AUS: ゴールド - CAN: ゴールド                |
| 2004                                      | In Love and Death  | - 発売日: 2004年9月28日 - レーベル: Reprise - フォーマット: CD, LP, digital download - 全米売上: 64.2万枚        | 6  | 32 | —  | 4  | —  | 100 | —  | 106 | - US: ゴールド - AUS: ゴールド - CAN: ゴールド - UK: ゴールド |
| 2007                                      | Lies for the Liars | - 発売日: 2007年5月22日 - レーベル: Reprise - フォーマット: CD, CD+DVD, LP, digital download                     | 5  | 5  | 48 | 7  | 61 | —   | 38 | 39  |                                                               |
| 2009                                      | Artwork            | - 発売日: 2009年8月31日 - レーベル: Reprise - フォーマット: CD, CD+DVD, LP, digital download - 全米売上: 3.5万枚 | 10 | 17 | —  | 10 | —  | —   | —  | 63  |                                                               |
| 2012                                      | Vulnerable         | - 発売日: 2012年3月26日 - レーベル: Hopeless - フォーマット: CD, LP, digital download                            | 8  | 18 | —  | 21 | —  | —   | —  | 65  |                                                               |
| 2014                                      | Imaginary Enemy    | - 発売日: 2014年4月1日 - レーベル: Hopeless - フォーマット: CD, LP, digital download                             | 14 | 12 | —  | —  | —  | —   | —  | 78  |                                                               |
| 2017                                      | The Canyon         | - 発売日: 2017年10月27日 - レーベル: Hopeless - フォーマット: CD, LP, digital download                           | 50 | 69 | —  | —  | —  | —   | —  | —   |                                                               |
| "—"は未発売またはチャート圏外を意味する。 |                    | |    |    |    |    |    |     |    |     |                                                               |

### シングル
| 発表   | 曲名                                                     | 各チャート最高位 | 各チャート最高位 | 収録アルバム       |
| 発表   | 曲名                                                     | Hot 100          | Modern Rocks     | 収録アルバム       |
| ------ | -------------------------------------------------------- | ---------------- | ---------------- | ------------------ |
| 2002年 | "A Box Full of Sharp Objects"                            | —                | —                | The Used           |
| 2002年 | "The Taste of Ink"                                       | -                | 19               | The Used           |
| 2003年 | "Buried Myself Alive"                                    | —                | 13               | The Used           |
| 2003年 | "Blue and Yellow"                                        | —                | 23               | The Used           |
| 2004年 | "Take It Away"                                           | —                | 13               | In Love and Death  |
| 2004年 | "All That I've Got"                                      | —                | 19               | In Love and Death  |
| 2005年 | "I Caught Fire"                                          | —                | —                | In Love and Death  |
| 2005年 | "Under Pressure with My Chemical Romance (カヴァーver.)" | 41               | 28               | In Love and Death  |
| 2005年 | "All That I've Got (acoustic version)"                   | —                | —                | アルバム未収録     |
| 2005年 | "Lunacy Fringe (acoustic version)"                       | —                | —                | アルバム未収録     |
| 2007年 | "The Bird and the Worm"                                  | 107              | 9                | Lies for the Liars |
| 2007年 | "Liar Liar (Burn in Hell)"                               | —                | —                | Lies for the Liars |
| 2007年 | "Pretty Handsome Awkward"                                | —                | 37               | Lies for the Liars |
| 2007年 | "Paralyzed"                                              | —                | —                | Lies for the Liars |
| 2009年 | "Blood on My Hands"                                      | —                | 27               | Artwork            |
| 2009年 | "Born to Quit"                                           | —                | —                | Artwork            |
| 2012年 | "I Come Alive"                                           | —                | 29               | Vulnerable         |
| 2012年 | "Hands and Faces"                                        | —                | —                | Vulnerable         |
| 2012年 | "Put Me Out"                                             | —                | —                | Vulnerable         |

### EP
- Shallow Believer (2008.2.19) - 未発表曲集。
- The Bird and the Worm (2010.3.2)
- Untlited EP (2010.3.2)
- The Ocean of the Sky (2013.7.9)

### ライブCD/DVD
- Maybe Memories (2003.7.8) - シングルのデモver.等を収録したCDと、レコーディング風景等を収録したDVDのセット。
- Berth (2007.2.6) - ライブCDとDVDのセット。

### 自主制作盤
- Demos from the Basement (2001)